# Campeonato Uruguayo de Primera División 1936
El Campeonato Uruguayo 1936 fue el 33° torneo de Primera División del fútbol uruguayo, correspondiente al año 1936. Contó con la participación de 10 equipos, los cuales se enfrentaron en sistema de todos contra todos a dos ruedas.
El campeón fue el Club Atlético Peñarol que sumó su segundo título consecutivo.

## Cambios reglamentarios
A partir de esta temporada las decisiones de los árbitros que ocurren dentro del terreno de juego serán las únicas válidas y definitivas, y el resultado obtenido en el terreno serán los resultados definitivos de los partidos, y no podrán ser modificados en la Liga. Era habitual en todas las ediciones anteriores reclamar y discutir resultados en la Liga, mediante documentos, denuncias, etc. lo cual podía provocar que se modificara el resultado final del partido o se resolviera volver a disputar determinados partidos.

## Posiciones

### Tabla de posiciones
| Pos. | Equipo               | PJ | PG | PE | PP | GF | GC | Dif. | Pts. |
| ---- | -------------------- | -- | -- | -- | -- | -- | -- | ---- | ---- |
| 1º   | Peñarol              | 18 | 14 | 2  | 2  | 40 | 12 | +28  | 30   |
| 2º   | Nacional             | 18 | 12 | 3  | 3  | 40 | 22 | +18  | 27   |
| 3º   | Rampla Juniors       | 18 | 11 | 2  | 5  | 35 | 25 | +10  | 24   |
| 4º   | River Plate          | 18 | 10 | 3  | 5  | 29 | 24 | +5   | 23   |
| 5º   | Montevideo Wanderers | 18 | 8  | 3  | 7  | 32 | 27 | +5   | 19   |
| 6º   | Central              | 18 | 6  | 3  | 9  | 24 | 30 | -6   | 15   |
| 7º   | Sud América          | 18 | 4  | 5  | 9  | 20 | 32 | -12  | 13   |
| 8º   | Bella Vista          | 18 | 5  | 2  | 11 | 27 | 36 | -9   | 12   |
| 9º   | Defensor             | 18 | 4  | 3  | 11 | 24 | 37 | -13  | 11   |
| 10º  | Racing               | 18 | 2  | 2  | 14 | 17 | 43 | -26  | 6    |

|                                                   |
| Uruguay                                           |
| Campeón Uruguayo 1936 Peñarol 12.do título de AUF |

### Equipos clasificados

#### Copa Aldao 1936
|   | Equipo  | Clasificación como                   |
| - | ------- | ------------------------------------ |
| 1 | Peñarol | Campeón del Campeonato Uruguayo 1936 |

## Fixture
| Nacional             | 5-4 | Rampla Juniors |
| Central              | 3-1 | Bella Vista    |
| Peñarol              | 4-2 | Defensor       |
| Montevideo Wanderers | 0-0 | Sud América    |
| River Plate          | 1-0 | Racing         |

| Peñarol              | 2-0 | Bella Vista    |
| Nacional             | 2-1 | Central        |
| Sud América          | 1-1 | Racing         |
| River Plate          | 3-1 | Defensor       |
| Montevideo Wanderers | 1-1 | Rampla Juniors |

| Nacional             | 1-0 | Racing      |
| Peñarol              | 2-0 | River Plate |
| Rampla Juniors       | 2-1 | Defensor    |
| Montevideo Wanderers | 1-1 | Bella Vista |
| Sud América          | 2-1 | Central     |

| Peñarol        | 2-1 | Montevideo Wanderers |
| Sud América    | 2-1 | Nacional             |
| Rampla Juniors | 2-2 | Central              |
| Racing         | 3-1 | Defensor             |
| Bella Vista    | 4-1 | River Plate          |

| Peñarol     | 1-0 | Sud América          |
| River Plate | 1-0 | Rampla Juniors       |
| Central     | 1-0 | Defensor             |
| Racing      | 2-0 | Bella Vista          |
| Nacional    | 1-0 | Montevideo Wanderers |

| Peñarol     | 5-1 | Racing               |
| Nacional    | 2-1 | River Plate          |
| Central     | 3-0 | Montevideo Wanderers |
| Defensor    | 2-1 | Sud América          |
| Bella Vista | 3-1 | Rampla Juniors       |

| Nacional             | 7-1 | Bella Vista |
| Peñarol              | 3-2 | Central     |
| Montevideo Wanderers | 1-0 | Defensor    |
| River Plate          | 3-1 | Sud América |
| Rampla Juniors       | 1-1 | Racing      |

| Montevideo Wanderers | 3-2 | River Plate |
| Central              | 2-1 | Racing      |
| Defensor             | 0-0 | Bella Vista |
| Peñarol              | 4-0 | Nacional    |
| Rampla Juniors       | 1-0 | Sud América |

| Rampla Juniors       | 1-0 | Peñarol     |
| Nacional             | 1-0 | Defensor    |
| River Plate          | 2-0 | Central     |
| Montevideo Wanderers | 5-2 | Racing      |
| Sud América          | 1-0 | Bella Vista |

| Rampla Juniors       | 2-1 | Nacional    |
| Bella Vista          | 2-1 | Central     |
| Peñarol              | 3-1 | Defensor    |
| Montevideo Wanderers | 4-0 | Sud América |
| River Plate          | 1-0 | Racing      |

| Peñarol        | 3-1 | Bella Vista          |
| Nacional       | 2-0 | Central              |
| Sud América    | 2-1 | Racing               |
| River Plate    | 2-2 | Defensor             |
| Rampla Juniors | 5-2 | Montevideo Wanderers |

| Nacional             | 4-1 | Racing         |
| River Plate          | 1-0 | Peñarol        |
| Defensor             | 1-0 | Rampla Juniors |
| Montevideo Wanderers | 1-0 | Bella Vista    |
| Sud América          | 2-2 | Central        |

| Peñarol        | 1-0 | Montevideo Wanderers |
| Sud América    | 0-0 | Nacional             |
| Rampla Juniors | 3-2 | Central              |
| Defensor       | 4-3 | Racing               |
| River Plate    | 2-1 | Bella Vista          |

| Peñarol        | 2-0 | Sud América          |
| Rampla Juniors | 2-1 | River Plate          |
| Central        | 1-0 | Defensor             |
| Bella Vista    | 4-1 | Racing               |
| Nacional       | 4-0 | Montevideo Wanderers |

| Peñarol              | 1-1 | Racing      |
| Nacional             | 1-1 | River Plate |
| Montevideo Wanderers | 4-1 | Central     |
| Defensor             | 3-3 | Sud América |
| Rampla Juniors       | 2-1 | Bella Vista |

| Nacional             | 3-2 | Bella Vista |
| Peñarol              | 3-0 | Central     |
| Montevideo Wanderers | 4-1 | Defensor    |
| River Plate          | 3-2 | Sud América |
| Rampla Juniors       | 5-0 | Racing      |

| River Plate    | 3-2 | Montevideo Wanderers |
| Central        | 1-0 | Racing               |
| Defensor       | 3-1 | Bella Vista          |
| Peñarol        | 1-1 | Nacional             |
| Rampla Juniors | 2-1 | Sud América          |

| Peñarol              | 3-0 | Rampla Juniors |
| Nacional             | 4-2 | Defensor       |
| River Plate          | 1-1 | Central        |
| Montevideo Wanderers | 3-0 | Racing         |
| Bella Vista          | 5-2 | Sud América    |